# أندي يان
أندي يان (بالصينية: 甄卓伟) هو سائق سيارة سباق صيني، ولد في 21 أكتوبر 1983 في هونغ كونغ في الصين.

## وصلات خارجية
- أندي يان على موقع DriverDB.com (الإنجليزية)